# Évêché titulaire de Cresima
Cresima est une cité antique de la province de Proconsulaire, près de Carthage. 
La cité est le siège d'un évêché titulaire, correspondant à un siège épiscopal de l'Église désormais disparu. Il est utilisé comme diocèse in partibus d'un évêque chargé d'une autre mission que la conduite d'un diocèse contemporain.
Il était  porté par Éric de Moulins-Beaufort, quand il était évêque auxiliaire de Paris. Il est à present archevêque métropolitain de Reims.

## Liste des évêques contemporains titulaires de ce diocèse
| Début      | Fin        | Nat.        | Nom                      | Fonction exercée                             |
| ---------- | ---------- | ----------- | ------------------------ | -------------------------------------------- |
| 08/12/1964 | 24/02/1991 | Royaume-Uni | Joseph Francis Cleary    | Évêque auxiliaire de Birmingham (Angleterre) |
| 11/01/1992 | 30/01/2008 | Slovaquie   | Milan Chautur            | Évêque auxiliaire byzantin de Prešov         |
| 21/05/2008 | 18/08/2018 | France      | Éric de Moulins-Beaufort | Évêque auxiliaire de Paris                   |
| 27/10/2018 |            | Italy       | Marco Mellino            | Secrétaire du Conseil des cardinaux          |